# 41. Międzynarodowy Festiwal Filmowy w Cannes
41. Międzynarodowy Festiwal Filmowy w Cannes odbył się w dniach 11–23 maja 1988 roku. Imprezę otworzył pokaz francuskiego filmu Wielki błękit w reżyserii Luka Bessona.
Jury pod przewodnictwem włoskiego reżysera Ettore Scoli przyznało nagrodę główną festiwalu, Złotą Palmę, duńskiemu filmowi Pelle zwycięzca w reżyserii Bille Augusta. Drugą nagrodę w konkursie głównym, Grand Prix, przyznano brytyjskiemu filmowi Świat na uboczu w reżyserii Chrisa Mengesa.

## Jury Konkursu Głównego
- Ettore Scola, włoski reżyser − przewodniczący jury[3]
- Claude Berri, francuski reżyser
- William Goldman, amerykański scenarzysta
- Nastassja Kinski, niemiecka aktorka
- George Miller, australijski reżyser
- Robby Müller, holenderski operator filmowy
- Héctor Olivera, argentyński reżyser
- David Robinson, brytyjski krytyk filmowy
- Jelena Safonowa, rosyjska aktorka
- Philippe Sarde, francuski kompozytor

## Filmy na otwarcie i zamknięcie festiwalu
|             | Tytuł         | Reżyseria  | Kraj              |
| ----------- | ------------- | ---------- | ----------------- |
| Otwierający | Wielki błękit | Luc Besson | Francja           |
| Zamykający  | Willow        | Ron Howard | Stany Zjednoczone |